# Katja Seizinger
Katja Seizinger (ur. 10 maja 1972 w Datteln) – niemiecka narciarka alpejska reprezentująca tzw. Niemcy Zachodnie jak i państwo zjednoczone, pięciokrotna medalistka olimpijska, wielokrotna medalistka mistrzostw świata juniorów i seniorów, a także dwukrotna zdobywczyni Pucharu Świata.

## Kariera
Pierwszy sukces w karierze Katja Seizinger osiągnęła w 1986 roku, kiedy zwyciężyła w slalomie gigancie w ramach organizowanych dla dzieci zawodów Trofeo Topolino. Trzy lata później wywalczyła dwa medale na mistrzostwach świata juniorów w Aleyska. Najpierw zajęła drugie miejsce w supergigancie, przegrywając tylko z Austriaczką Sabine Ginther. Dwa dni później zajęła trzecie miejsce w gigancie, w którym lepsze były jedynie Kimberly i Krista Schmidinger z USA. Parę miesięcy później, 24 listopada 1989 roku w Park City zadebiutowała w zawodach Pucharu Świata, zajmując 44. miejsce w gigancie. Pierwsze punkty wywalczyła już 10 grudnia 1989 roku w Steamboat Springs, zajmując piętnaste miejsce w kombinacji. W sezonie 1989/1990 punktowała jeszcze trzykrotnie, w tym 11 lutego 1990 roku w Meribel po raz pierwszy stanęła na podium zawodów tego cyklu, zajmując drugie miejsce w supergigancie. Rozdzieliła tam na podium Francuzkę Carole Merle i Marię Walliser ze Szwajcarii. W klasyfikacji generalnej zajęła ostatecznie 44. miejsce. W marcu 1990 roku startowała na mistrzostwach świata juniorów w Zinal, gdzie zdobyła cztery medale. W zjeździe, gigancie i kombinacji była druga, a w supergigancie okazała się najlepsza.
Sezon 1990/1991 zaczęła od zajęcia czwartego miejsca w zjeździe 21 grudnia 1990 roku w Morzine. W kolejnych startach wielokrotnie plasowała się w czołowej dziesiątce, jednak nie udało się jej stanąć na podium. W klasyfikacji generalnej była piętnasta, a w klasyfikacji supergiganta zajęła czwarte miejsce. Na przełomie stycznia i lutego 1991 roku brała udział w mistrzostwach świata w Saalbach-Hinterglemm, zajmując między innymi piąte miejsce w zjeździe i kombinacji. Pierwszy medal wśród seniorek wywalczyła podczas odbywających się rok później igrzysk olimpijskich w Albertville, gdzie zajęła trzecie miejsce w supergigancie. Przegrała tam tylko z Włoszką Deborą Compagnoni i Carole Merle. Na tej samej imprezie Seizinger zajęła także czwarte miejsce w zjeździe, przegrywając walkę o podium z Austriaczką Veroniką Wallinger o 0,03 sekundy. Po zjeździe do kombinacji Niemka zajmowała trzecie miejsce, tracąc do prowadzącej Petry Kronberger o 0,58 sekundy. Nie ukończyła jednak slalomu i ostatecznie nie była klasyfikowana. W zawodach pucharowych sześciokrotnie plasowała się na podium, przy czym odniosła cztery zwycięstwa: 7 grudnia w Santa Caterina wygrała supergiganta, a 11 stycznia w Schruns, 25 stycznia w Morzine i 7 marca 1992 roku w Vail wygrywała zjazdy. Dzięki temu sezon 1991/1992 ukończyła na trzecim miejscu, za Kronberger i Merle. Trzecia była także w klasyfikacji supergiganta, a w zjeździe wywalczyła Małą Kryształową Kulę. Od tego czasu w każdym kolejnym sezonie stawała na podium klasyfikacji generalnej.
Przez dwa kolejne sezony Niemka zwyciężała w klasyfikacjach zjazdu i supergiganta, zajmując ponadto drugie miejsce w klasyfikacji generalnej sezonu 1992/1993 i trzecie w sezonie 1993/1994. Do zwycięstwa w sezonie 1992/1993 Niemce zabrakło 20 punktów. W tym czasie wielokrotnie stawała na podium zawodów PŚ, odnosząc jedenaście zwycięstw: 20 grudnia 1992 roku w Lake Louise, 20 marca 1993 roku w Åre, 15 stycznia 1994 roku w Cortinie d’Ampezzo i 9 marca 1994 roku w Mammoth Mountain wygrywała supergiganta, 20 marca 1993 roku w Vemdalen zwyciężyła w gigancie, a 15 stycznia 1993 roku w Cortinie d’Ampezzo, 26 lutego w Veysonnaz, 3 marca 1993 roku w Morzine, 14 stycznia 1994 roku w Cortinie d’Ampezzo, 6 marca w Whistler i 16 marca w Vail była najlepsza w zjeździe. W lutym 1993 roku wystartowała na mistrzostwach świata w Morioce, zdobywając złoty medal w supergigancie. W zawodach tych o 0,12 sekundy wyprzedziła Sylvię Eder z Austrii, a o 0,55 sekundy pokonała Norweżkę Astrid Lødemel. Trzy dni wcześniej była czwarta w zjeździe, przegrywając brązowy medal o 0,05 sekundy z Austriaczką Anją Haas. Podczas rozgrywanych rok później igrzysk olimpijskich w Lillehammer wystartowała w czterech z pięciu konkurencji, jednak ukończyła tylko bieg zjazdowy. Wywalczyła za to złoty medal wyprzedzając Picabo Street z USA i Włoszkę Isolde Kostner. Po zjeździe do kombinacji Seizinger zajmowała pierwsze miejsce, z przewagą blisko sekundy nad Street. Podobnie jednak jak dwa lata wcześniej Niemka nie ukończyła slalomu i nie była klasyfikowana.
W sezonie 1994/1995 dziewięć razy stanęła na podium zawodów Pucharu Świata, jednak tylko dwukrotnie na najwyższym stopniu: 11 grudnia 1994 roku w Lake Louise i 19 marca 1995 roku w Bormio wygrywała supergiganta. W tej samej konkurencji w najlepszej trójce plasowała się jeszcze dwa razy, a w zjeździe dokonała tego pięciokrotnie. Ostatecznie w klasyfikacji supergiganta zdobyła Małą Kryształową Kulę, a w zjeździe była trzecia za Picabo Street i jej rodaczką, Hilary Lindh. W klasyfikacji generalnej zajęła tym razem drugie miejsce, zaledwie sześć punktów za Szwajcarką Vreni Schneider. W sezonie 1995/1996 została pierwszą od 20 lat niemiecką zawodniczką, która zwyciężyła w klasyfikacji generalnej Pucharu Świata (w sezonie 1975/1976 najlepsza była Rosi Mittermaier). Na podium stawała trzynaście razy, w tym siedmiokrotnie zwyciężając: 5 grudnia w Sankt Anton i 3 lutego w Val d’Isère wygrywała zjazd, 6 stycznia w Mariborze i 9 marca w Kvitfjell, była najlepsza w gigancie, a 13 stycznia w Garmisch-Partenkirchen oraz 2 i 4 lutego 1996 roku w Val d’Isère zwyciężała w supergigancie. Wyniki te dały jej czwarte z rzędu zwycięstwo w klasyfikacji supergiganta oraz drugie miejsca w klasyfikacjach zjazdu i giganta. Z mistrzostw świata w Siera Nevada w 1996 roku wróciła ze srebrnym medalem zdobytym w zjeździe. W zawodach tych wyprzedziła ją tylko Picabo Street, a trzecia była Hilary Lindh. Niemka była też piąta w gigancie i kombinacji.
Kolejne dwa medale zdobyła na mistrzostwach świata w Sestriere w 1997 roku. Najpierw zajęła drugie miejsce w supergigancie, rozdzielając na podium Isolde Kostner i swą rodaczkę Hilde Gerg. Parę dni później srebrny medal zdobyła także w kombinacji, w której o 0,04 sekundy lepsza była Renate Götschl z Austrii. Rywalizację pucharową w sezonie 1996/1997 Niemka zaczęła od zwycięstwa w gigancie 26 października 1996 roku w Sölden. Następnie na podium stawała jeszcze czternaście razy, odnosząc trzy kolejne zwycięstwa: 30 listopada w Lake Louise wygrała zjazd, a 7 marca w Mammoth Mountain i 13 marca 1997 roku w Vail zwyciężała w supergigancie. Sezon ten Seizinger ukończyła na drugim miejscu w klasyfikacji generalnej oraz klasyfikacjach giganta i supergiganta. Najlepsze wyniki osiągnęła w sezonie 1997/1998, kiedy po raz drugi wywalczyła Kryształową Kulę, zdobywając 1655 punktów. Na podium nie stawała równie często co rok wcześniej, za to odniosła osiem zwycięstw: 29 listopada w Mammoth Mountain w supergigancie, w dniach 4-6 grudnia w Lake Louise dwukrotnie w zjeździe i raz w supergigancie, w dniach 17-18 grudnia w Val d’Isère w zjeździe i supergigancie, 24 stycznia w Cortinie d’Ampezzo w supergigancie oraz 31 stycznia 1998 roku w Åre w zjeździe. Zwycięstwo z końca stycznia było jej ostatnim pucharowym triumfem. Ostatnie podium w zawodach tego cyklu wywalczyła tego samego dnia, zajmując trzecie miejsce w kombinacji. Niemka zwyciężyła w klasyfikacjach zjazdu i supergiganta, a w klasyfikacji kombinacji była druga za Hilde Gerg.
Ostatnie sukcesy osiągała podczas igrzysk olimpijskich w Nagano w 1998 roku, gdzie w czterech startach zdobyła trzy medale. Najpierw zdobyła złoty medal w zjeździe, wyprzedzając Pernillę Wiberg ze Szwecji i Francuzkę Florence Masnadę. Została tym samym pierwszą narciarką w historii, która obroniła tytuł mistrzyni olimpijskiej w tej konkurencji. Następnie zdobyła złoty medal w kombinacji, uzyskując najlepszy czas w zjeździe i piąty czas w slalomie. Ostatecznie wyprzedziła dwie rodaczki Martinę Ertl i Hilde Gerg. Był to czwarty przypadek w historii igrzysk olimpijskich, kiedy całe podium w narciarstwie alpejskim zajęli reprezentanci jednego kraju (Austriacy w gigancie na ZIO 1956, Austriaczki w zjeździe na ZIO 1964 i Norwegowie w kombinacji na ZIO 1994). Zajęła także trzecie miejsce w gigancie, ulegając tylko Compagnoni i Austriaczce Alexandrze Meissnitzer.
Na treningu w czerwcu 1998 roku w Schnalstal Seizinger doznała wypadku, w wyniku którego uszkodziła oba kolana oraz złamała nogę. Wkrótce przeszła operację ścięgien, jednak rehabilitacja miała potrwać co najmniej sześć miesięcy. 23 kwietnia 1999 roku Niemka ogłosiła zakończenie kariery. Następnie ukończyła studia na kierunku ekonomii, pracowała także jako komentatorka dla niemieckiej telewizji.
Wielokrotnie zdobywała medale mistrzostw kraju, w tym trzy złote: w supergigancie w latach 1989 i 1996 oraz gigancie w 1998 roku. Była także wybierana sportsmenką roku w Niemczech w latach 1994, 1996 i 1998.

## Osiągnięcia

### Igrzyska olimpijskie
| Miejsce | Dzień     | Rok  | Miejscowość | Konkurencja | Czas biegu | Strata | Zwyciężczyni       |
| ------- | --------- | ---- | ----------- | ----------- | ---------- | ------ | ------------------ |
| DNF     | 13 lutego | 1992 | Albertville | Kombinacja  | 2,55 pkt   | –      | Petra Kronberger   |
| 4.      | 15 lutego | 1992 | Albertville | Zjazd       | 1:52,55    | +0,12  | Kerrin Lee-Gartner |
| 3.      | 18 lutego | 1992 | Albertville | Supergigant | 1:21,22    | +1,57  | Deborah Compagnoni |
| 8.      | 19 lutego | 1992 | Albertville | Gigant      | 2:12,74    | +2,22  | Pernilla Wiberg    |
| DNF     | 15 lutego | 1994 | Lillehammer | Supergigant | 1:22,15    | –      | Diann Roffe        |
| 1.      | 19 lutego | 1994 | Lillehammer | Zjazd       | 1:35,93    | –      | –                  |
| DNF2    | 21 lutego | 1994 | Lillehammer | Kombinacja  | 3:05,16    | –      | Pernilla Wiberg    |
| DNF2    | 24 lutego | 1994 | Lillehammer | Gigant      | 2:30,97    | –      | Deborah Compagnoni |
| 6.      | 11 lutego | 1998 | Nagano      | Supergigant | 1:18,02    | +0,42  | Picabo Street      |
| 1.      | 16 lutego | 1998 | Nagano      | Zjazd       | 1:29,89    | –      | –                  |
| 1.      | 17 lutego | 1998 | Nagano      | Kombinacja  | 2:40,74    | –      | –                  |
| 3.      | 20 lutego | 1998 | Nagano      | Gigant      | 2:50,59    | +2,02  | Deborah Compagnoni |

### Mistrzostwa świata
| Miejsce | Dzień       | Rok  | Miejscowość   | Konkurencja | Czas biegu | Strata     | Zwyciężczyni       |
| ------- | ----------- | ---- | ------------- | ----------- | ---------- | ---------- | ------------------ |
| 5.      | 26 stycznia | 1991 | Saalbach      | Zjazd       | 1:29,12    | +0,77      | Petra Kronberger   |
| 20.     | 29 stycznia | 1991 | Saalbach      | Supergigant | 1:08,72    | +2,45      | Ulrike Maier       |
| 5.      | 31 stycznia | 1991 | Saalbach      | Kombinacja  | 26,45 pkt  | +22,09 pkt | Chantal Bournissen |
| DNF     | 5 lutego    | 1993 | Morioka       | Kombinacja  | 3,39 pkt   | –          | Miriam Vogt        |
| 12.     | 10 lutego   | 1993 | Morioka       | Gigant      | 2:17,59    | +2,78      | Carole Merle       |
| 4.      | 11 lutego   | 1993 | Morioka       | Zjazd       | 1:27,38    | +0,51      | Kate Pace          |
| 1.      | 14 lutego   | 1993 | Morioka       | Supergigant | 1:33,52    | –          | –                  |
| DNF1    | 12 lutego   | 1996 | Sierra Nevada | Supergigant | 1:21,00    | –          | Isolde Kostner     |
| 2.      | 18 lutego   | 1996 | Sierra Nevada | Zjazd       | 1:54,06    | +0,57      | Picabo Street      |
| 5.      | 19 lutego   | 1996 | Sierra Nevada | Kombinacja  | 3:19,68    | +3,14      | Pernilla Wiberg    |
| 5.      | 22 lutego   | 1996 | Sierra Nevada | Gigant      | 2:10,74    | +1,18      | Deborah Compagnoni |
| 5.      | 9 lutego    | 1997 | Sestriere     | Gigant      | 2:39,19    | +2,06      | Hilary Lindh       |
| 2.      | 11 lutego   | 1997 | Sestriere     | Supergigant | 1:23,50    | +0,08      | Isolde Kostner     |
| 5.      | 15 lutego   | 1997 | Sestriere     | Zjazd       | 1:41,18    | +0,57      | Hilary Lindh       |
| 2.      | 15 lutego   | 1997 | Sestriere     | Kombinacja  | 3:03,38    | +0,04      | Isolde Kostner     |

### Mistrzostwa świata juniorów
| Miejsce | Dzień      | Rok  | Miejscowość | Konkurencja | Czas biegu | Strata | Zwyciężczyni          |
| ------- | ---------- | ---- | ----------- | ----------- | ---------- | ------ | --------------------- |
| 8.      | 5 kwietnia | 1989 | Aleyska     | Zjazd       | 1:31,91    | +1,53  | Sabine Ginther        |
| 2.      | 6 kwietnia | 1989 | Aleyska     | Supergigant | 1:20,69    | +0,66  | Sabine Ginther        |
| 3.      | 8 kwietnia | 1989 | Aleyska     | Gigant      | 2:09,19    | +0,77  | Kimberly Schmidinger  |
| 2.      | 21 marca   | 1990 | Zinal       | Zjazd       | 1:25,48    | +0,53  | Swietłana Gładyszewa  |
| 1.      | 22 marca   | 1990 | Zinal       | Supergigant | 1:10,12    | –      | –                     |
| 2.      | 23 marca   | 1990 | Zinal       | Gigant      | 2:23,17    | +0,08  | Manuela Umele         |
| 16.     | 24 marca   | 1990 | Zinal       | Slalom      | 1:06,79    | +6,22  | Katrin Neuenschwander |
| 2.      | 24 marca   | 1990 | Zinal       | Kombinacja  | ?          | ?      | Katrin Neuenschwander |

### Puchar Świata

#### Miejsca w klasyfikacji generalnej
- sezon 1989/1990: 44.
- sezon 1990/1991: 15.
- sezon 1991/1992: 3.
- sezon 1992/1993: 2.
- sezon 1993/1994: 3.
- sezon 1994/1995: 2.
- sezon 1995/1996: 1.
- sezon 1996/1997: 2.
- sezon 1997/1998: 1.

#### Miejsca na podium
| Sezon     | 1. miejsce | 2. miejsce | 3. miejsce | Razem |
| 1989/1990 | -          | -          | 1          | 1     |
| 1990/1991 | -          | -          | -          | 0     |
| 1991/1992 | 4          | 1          | 2          | 7     |
| 1992/1993 | 6          | 2          | 2          | 10    |
| 1993/1994 | 5          | 2          | 2          | 9     |
| 1994/1995 | 2          | 3          | 4          | 9     |
| 1995/1996 | 7          | 3          | 3          | 13    |
| 1996/1997 | 4          | 5          | 6          | 15    |
| 1997/1998 | 8          | 3          | 1          | 12    |
| suma      | 36         | 18         | 22         | 76    |

#### Zwycięstwa w zawodach
1. Santa Caterina – 7 grudnia 1991 (supergigant)
2. Schruns – 11 stycznia 1992 (zjazd)
3. Morzine – 25 stycznia 1992 (zjazd)
4. Vail – 7 marca 1992 (zjazd)
5. Lake Louise – 20 grudnia 1992 (supergigant)
6. Cortina d’Ampezzo – 15 stycznia 1993 (zjazd)
7. Veysonnaz – 26 lutego 1993 (zjazd)
8. Morzine – 3 marca 1993 (zjazd)
9. Vemdalen – 20 marca 1993 (gigant)
10. Åre – 20 marca 1993 (supergigant)
11. Cortina d’Ampezzo – 14 stycznia 1994 (zjazd)
12. Cortina d’Ampezzo – 15 stycznia 1994 (supergigant)
13. Whistler – 6 marca 1994 (zjazd)
14. Mammoth Mountain – 9 marca 1994 (supergigant)
15. Vail – 16 marca 1994 (zjazd)
16. Lake Louise – 11 grudnia 1994 (supergigant)
17. Bormio – 9 marca 1995 (supergigant)
18. Sankt Anton – 5 grudnia 1995 (zjazd)
19. Maribor – 6 stycznia 1996 (gigant)
20. Garmisch-Partenkirchen – 13 stycznia 1996 (supergigant)
21. Val d’Isère – 2 lutego 1996 (supergigant)
22. Val d’Isère – 3 lutego 1996 (zjazd)
23. Val d’Isère – 4 lutego 1996 (supergigant)
24. Kvitfjell – 9 marca 1996 (gigant)
25. Sölden – 26 października 1996 (gigant)
26. Lake Louise – 30 listopada 1996 (zjazd)
27. Mammoth Mountain – 7 marca 1997 (supergigant)
28. Vail – 13 marca 1997 (supergigant)
29. Mammoth Mountain – 29 listopada 1997 (supergigant)
30. Lake Louise – 4 grudnia 1997 (zjazd)
31. Lake Louise – 5 grudnia 1997 (zjazd)
32. Lake Louise – 6 grudnia 1997 (supergigant)
33. Val d’Isère – 17 grudnia 1997 (zjazd)
34. Val d’Isère – 18 grudnia 1997 (supergigant)
35. Cortina d’Ampezzo – 24 stycznia 1998 (supergigant)
36. Åre – 31 stycznia 1998 (zjazd)

#### Pozostałe miejsca na podium
1. Méribel – 11 lutego 1990 (supergigant) – 2. miejsce
2. Santa Caterina – 14 grudnia 1991 (zjazd) – 2. miejsce
3. Panorama – 14 marca 1992 (zjazd) – 3. miejsce
4. Lake Louise – 19 grudnia 1992 (zjazd) – 2. miejsce
5. Cortina d’Ampezzo – 9 stycznia 1993 (zjazd) – 3. miejsce
6. Morzine – 7 marca 1993 (supergigant) – 2. miejsce
7. Hafjell – 15 marca 1993 (gigant) – 3. miejsce
8. Tignes – 4 grudnia 1993 (zjazd) – 2. miejsce
9. Flachau – 22 grudnia 1993 (supergigant) – 3. miejsce
10. Maribor – 21 marca 1994 (gigant) – 3. miejsce
11. Vail – 17 marca 1994 (supergigant) – 2. miejsce
12. Vail – 2 grudnia 1994 (zjazd) – 3. miejsce
13. Lake Louise – 9 grudnia 1994 (zjazd) – 3. miejsce
14. Haus – 7 stycznia 1995 (supergigant) – 2. miejsce
15. Flachau – 10 stycznia 1995 (supergigant) – 2. miejsce
16. Cortina d’Ampezzo – 20 stycznia 1995 (zjazd) – 3. miejsce
17. Cortina d’Ampezzo – 22 stycznia 1995 (zjazd) – 3. miejsce
18. Åre – 17 lutego 1995 (zjazd) – 2. miejsce
19. Vail – 16 listopada 1995 (supergigant) – 2. miejsce
20. Lake Louise – 3 grudnia 1995 (zjazd) – 2. miejsce
21. Maribor – 5 stycznia 1996 (gigant) – 3. miejsce
22. Cortina d’Ampezzo – 21 stycznia 1996 (gigant) – 3. miejsce
23. Kvitfjell – 6 marca 1996 (zjazd) – 3. miejsce
24. Kvitfjell – 7 marca 1996 (supergigant) – 2. miejsce
25. Park City – 21 listopada 1996 (gigant) – 3. miejsce
26. Vail – 7 grudnia 1996 (zjazd) – 2. miejsce
27. Val d’Isère – 12 grudnia 1996 (supergigant) – 2. miejsce
28. Bad Kleinkirchheim – 12 stycznia 1997 (supergigant) – 3. miejsce
29. Zwiesel – 18 stycznia 1997 (gigant) – 3. miejsce
30. Cortina d’Ampezzo – 23 stycznia 1997 (zjazd) – 3. miejsce
31. Cortina d’Ampezzo – 25 stycznia 1997 (supergigant) – 3. miejsce
32. Cortina d’Ampezzo – 26 stycznia 1997 (gigant) – 2. miejsce
33. Vail – 12 marca 1997 (zjazd) – 2. miejsce
34. Vail – 15 marca 1997 (gigant) – 2. miejsce
35. Vail – 16 marca 1997 (slalom) – 3. miejsce
36. Val d’Isère – 20 grudnia 1997 (kombinacja) – 2. miejsce
37. Bormio – 10 stycznia 1998 (gigant) – 2. miejsce
38. Altenmarkt – 18 stycznia 1998 (zjazd) – 2. miejsce
39. Cortina d’Ampezzo – 25 stycznia 1998 (gigant) – 2. miejsce
40. Åre – 31 stycznia 1998 (kombinacja) – 3. miejsce